# 3861 Lorenz
3861 Lorenz eller A910 FA är en asteroid i huvudbältet, som upptäcktes 30 mars 1910 av den tyske astronomen Joseph Helffrich i Heidelberg. Den är uppkallade efter nobelpristagaren Konrad Lorenz.
Asteroiden har en diameter på ungefär 8 kilometer.